# De heer Kannt heeft de eer
De heer Kannt heeft de eer is een hoorspel van Konrad Hansen. Herr Kannt gibt sich die Ehre werd op 14 september 1966 door de Westdeutscher Rundfunk uitgezonden. Thérèse Cornips vertaalde het en de NCRV zond het uit op maandag 22 mei 1967. De regisseur was Ab van Eyk. Het hoorspel duurde 62 minuten.

## Rolbezetting
- Ton Lensink (Kiesel, controleur)
- Jan Wegter (Bosch, boekhouder)
- Wam Heskes (Smit, baas in een patatkraam)
- Robert Sobels (Kannt, een directeur)
- Rolien Numan (z’n moeder)
- Han König (Lodewijk, z’n bediende)
- Wam Heskes (Bock, een vriend van Kannt)
- Fé Sciarone (Laura, de geliefde van Kannt)

## Inhoud
De uitgangssituatie is zo alledaags als het maar kan: twee employés staan bij een patatkraam en eten onder een geanimeerd gesprek braadworsten. Meneer Kannt kijkt daarbij door het venster naar hen. De scène ademt vrede, en toch zijn reeds van bij het begin de wissels voor een heel ander dan een alledaags slot getrokken. De aanvankelijk realistische dialoog krijgt steeds groteskere trekken, en het gebeuren wordt in toenemende mate door het irrationele bepaald. De auteur schrijft daarover: 'Als ik mijn spel tot een formule zou willen reduceren, dan zou die ongeveer zo luiden: angst, de aanblik van angst, brengt geweld teweeg. Zo gezien gaat het bij dit spel om een parabel over een van de wezenlijkste elementen van het fascisme...'